# Wiara (utwór muzyczny Iry)
Wiara – ballada rockowa pochodząca z trzeciego albumu zespołu 1993 rok. Jest to pierwsza ballada po trzech ostrych i dynamicznych utworach. Jest także najdłuższym utworem znajdującym się na krążku. Trwa 5 minut i 26 sekund. Utwór został zamieszczony na piątej pozycji na krążku. Obok utworu Nadzieja, Wiara jest jedną z najpopularniejszych ballad w dorobku grupy. Tekst utworu oparty jest na ideach Wielkiej Orkiestry Świątecznej Pomocy.
Autorem tekstu oraz kompozytorem utworu jest Piotr Łukaszewski, na specjalną prośbę Czesława Niemena zmieniono lekko tekst w refrenie utworu. Do nagrania kompozycji, zespół zaprosił współczesne gwiazdy polskiej muzyki rozrywkowej, m.in. Marylę Rodowicz, Edytę Bartosiewicz, Andrzeja Krzywego, Grzegorza Skawińskiego, Czesława Niemena i innych.
Na początku utworu słychać głośne bicie serca, po chwili zaczyna grać fortepian, a następnie wraz z wokalem Gadowskiego pojawiają się gitary. Utwór utrzymany jest w melodyjnym rockowym brzmieniu, przeplatanym dźwiękami fortepianu oraz gitar. piosence gościnnie na wspomnianym już fortepianie zagrał Tomasz Bracichowicz, muzyk z pierwszego składu zespołu. Grupa utwór ten wykonywała z fortepianem tylko podczas koncertów akustycznych na których utwór był bardzo często grany, na normalnych koncertach dźwięki fortepianu zastępowały gitary. Utwór cieszył się bardzo dużym powodzeniem na koncertach grupy.
Zespół nagrał drugą wersję tego utworu specjalnie na zamówienie Jerzego Owsiaka, która opowiada o idei WOŚP. Do utworu zaproszono ówczesne gwiazdy polskiej sceny muzycznej, oraz nakręcono teledysk. Singel z nagranym utworem wydany został w maju 1993 roku.
Kompozycja znalazła się także na obu płytach koncertowych zespołu, gdzie odpowiednio za pierwszej z nich trwa 5 minut i 15 sekund, a na drugiej 6 minut i 46 sekund.
Utwór regularnie pojawiał się na wszystkich koncertach zespołu, został także wykonany m.in. na Festiwalu w Jarocinie, gdzie wskutek zmęczenia, wokalista grupy Artur Gadowski, zaczął śpiewać ten utwór od drugiej zwrotki. Grupa zaprezentowała także ten utwór podczas koncertu w studiu III Polskiego Radia 24 czerwca 2002 roku.
Do utworu został nagrany również teledysk, w którym prócz wymienionych wyżej gości, wystąpił także Jerzy Owsiak. Teledysk ukazuje zespół Ira oraz gości, nagrywających utwór w studiu.
Maxi singel został wydany przez ówczesnego producenta oraz wydawcę zespołu, firmę Top Music, pod koniec maja 1993 roku.
Dziś teledysk można obejrzeć jedynie w programie Jerzego Owsiaka pt. „Pol’and’rock”.
Utwór ten był dołączony w formie bonusu do płyty 1993 rok, która została wydana z okazji urodzinowego koncertu Gadowskiego w Krakowie. Była to limitowana edycja tego krążka.
Refren „Wiary” został zaczerpnięty z utworu „Salt of the Earth”, zespołu The Rolling Stones.
Wiara została wykorzystana w popularnym serialu „Magda M.”, gdzie trafiła na płytę ze ścieżka dźwiękową serialu.
Cover tego utworu nagrał zespół Mistic, w wersji gothic metal. Kompozycja znalazła się także na debiutanckiej płycie grupy, oraz stała się pierwszym singlem promującym płytę. Do utworu zespół nakręcił także teledysk.

## Twórcy
Ira
- Artur Gadowski – śpiew, chór
- Wojtek Owczarek – perkusja
- Piotr Sujka – gitara basowa, chór
- Kuba Płucisz – gitara rytmiczna
- Piotr Łukaszewski – gitara prowadząca

Muzycy sesyjni
- Tomasz Bracichowicz – instrumenty klawiszowe

Goście
- Maryla Rodowicz – śpiew
- Edyta Bartosiewicz – śpiew
- Beata Kozidrak – śpiew
- Małgorzata Ostrowska – śpiew
- Grzegorz Skawiński – śpiew
- Czesław Niemen – śpiew
- Andrzej Krzywy – śpiew
- Andrzej „Kobra” Kraiński – śpiew
- Adam „Wola” Wolski – śpiew
- Marek Modrzejewski – śpiew
- Jerzy Owsiak

Produkcja
- Nagrywany oraz miksowany: 8 lutego – marzec 1993 w Studio S-4 w Warszawie
- Producent muzyczny: Leszek Kamiński
- Realizator nagrań: Leszek Kamiński
- Montaż płyty: Krzysztof Audycki
- Aranżacja: Piotr Łukaszewski
- Tekst piosenki: Piotr Łukaszewski
- Zdjęcia wykonał: Dariusz Majewski
- Projekt graficzny: Zbigniew Majerczyk
- Pomysł okładki: Wojciech Owczarek oraz Marek Maj
- Sponsor zespołu: Mustang Poland

## Notowania
| Pozycja | 41 | 32 | 22 | 15 | 8 | 2 | 3 | 5 | 3 | 4 | 2 | 2 | 6 | 3 | 1 | 2 | 2 | 3 | 2 | 3 | 5 | 7 | 13 | 13 | 7 | 17 | 19 | 19 | 22 | 19 | 15 | 18 | 28 | 19 | 24 |

- Utwór znajdował się na liście od 16 kwietnia do 10 grudnia 1993 roku. Łącznie na liście znajdował się przez 35 tygodni.
- Podczas 597 notowania listy, 23 lipca 1993 roku, utwór „Wiara” zajął pierwsze miejsce.